# François de Beaumont

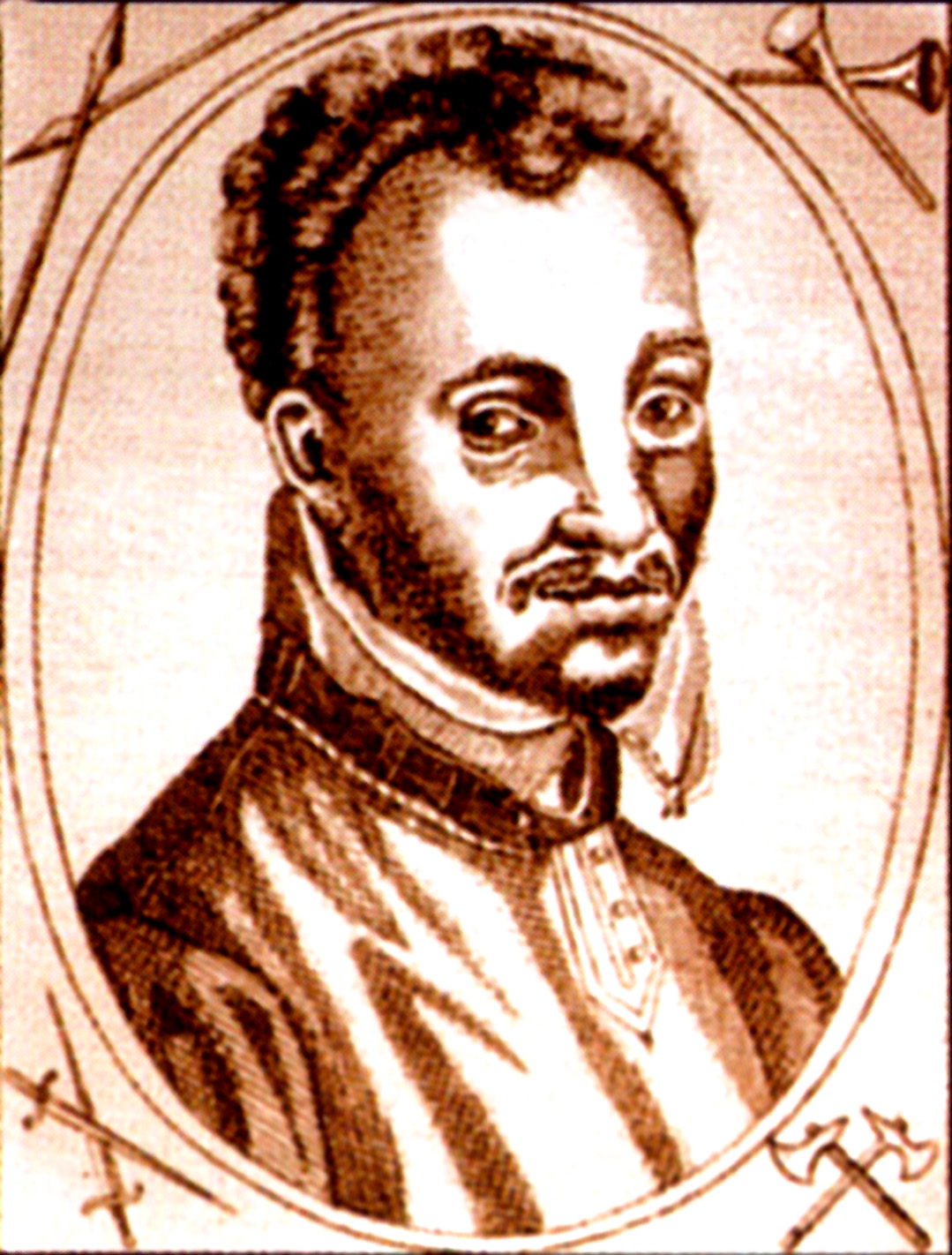
François de Beaumont-Beyrac, Baron des Adrets

François de Beaumont-Beyrac, Baron des Adrets (* 1512 oder 1513 auf dem Château de la Frette in der Dauphiné; † 2. Februar 1587 ebenda) war ein französischer Protestantenführer zur Zeit der Religionskriege, der vor allem für seine Grausamkeit bekannt ist.

## Biografie
Während der Herrschaft Heinrichs II. diente er mit Auszeichnung in der königlichen Armee und wurde schließlich Oberbefehlshaber der Armeen in der Dauphiné (1555), der Provence und im Languedoc.
Trotzdem wechselte er 1562 zu den Hugenotten über, weniger aus religiöser Überzeugung, sondern eher aus Ehrgeiz und aus persönlicher Abneigung gegen die Guisen. Sein Feldzug gegen die Katholiken im Jahre 1562 war so erfolgreich, dass er im Juni des Jahres den größten Teil der Dauphiné unter seine Kontrolle gebracht hatte. Aber sein Ruf als brillanter Militärführer wird durch seine Gräueltaten getrübt. Die grausamen Vergeltungsmaßnahmen, die er nach den Massakern an den Hugenotten in Orange an den Katholiken verübte, beschädigten seinen Ruf nachhaltig. Garnisonen, die sich ihm widersetzten, ließ er mit aller Brutalität niedermetzeln. In Montbrison zwang er am 16. Juli 1562 achtzehn katholische Gefangene, sich von der Spitze des Bergfrieds zu Tode zu stürzen.
Seine Gewalttätigkeit machte ihn sehr bald sogar den entschlossensten Calvinisten suspekt. Am 10. Januar 1563 wurde er in Romans von seinen eigenen Hauptmännern festgenommen und in der Zitadelle von Nîmes festgesetzt. Das Edikt von Amboise, das den ersten Hugenottenkrieg beendete, brachte ihm im folgenden März die Freiheit.
Nachdem er jede Sympathie der Hugenotten durch seinen Stolz und seine Gewalttätigkeit verloren hatte, nahm er wieder Kontakt zu den Katholiken auf, erklärte sich zu einer Versöhnung bereit und kämpfte, nachdem die Feindseligkeiten wieder aufgenommen worden waren, in der königlichen Armee. Abermals verhaftet entging er der Vollstreckung des Urteils durch den Frieden von Saint-Germain (1570).
Da ihm Hugenotten und Katholiken gleichermaßen misstrauten, zog er sich auf sein Schloss zurück, wo er im Februar 1587 als Katholik starb.